# Pedúnculo

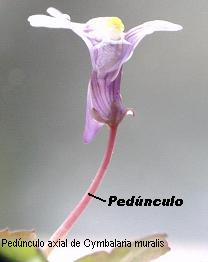
O pedúnculo de uma flor de Cymbalaria muralis.

Em zoologia, o pedúnculo é uma estrutura de ligação anatómica. No âmbito da ictiologia, pedúnculo caudal é a região, geralmente mais comprimida, do corpo de um peixe onde se insere a barbatana caudal. No âmbito da neurologia, os pedúnculos cerebrais são os dois grandes feixes de fibras com origem nos hemisférios cerebrais da parte superior da medula espinhal que comunicam com o cérebro.
Em botânica, pedúnculo  é uma haste que suporta inflorescências simples ou compostas, como sejam flores solitárias, inflorescências grupadas ou frutos. No que toca às inflorescências grupadas, o pedúnculo tende a ramificar-se em pedicelos, que são as hastes mais pequenas que sustentam cada uma das flores.
O caju é um exemplo de um pedúnculo floral que se desenvolve, tornando-se num pseudofruto.